# Sniper Elite V2
Sniper Elite V2 – gra komputerowa będąca połączeniem strzelanki trzecioosobowej i pierwszoosobowej, wyprodukowana i wydana przez Rebellion Developments 1 maja 2012, stanowiąca kontynuację Sniper Elite. Łącznie sprzedano ponad 10 milionów egzemplarzy gry na wszystkie platformy. W 2014 roku premierę miała kontynuacja zatytułowana Sniper Elite III.

## Fabuła
Akcja gry rozgrywa się w czasie drugiej wojny światowej, podczas walk o Berlin w kwietniu 1945 roku. Gracz wciela się w Karla Fairburne'a, syna amerykańskiego ambasadora w Berlinie, agenta OSS, który został wysłany do stolicy Rzeszy, by zlikwidować piątkę niemieckich naukowców, chcących przejść na stronę sowiecką. Niespodziewanie, jego celem stało się również powstrzymanie startu rakiety V2 z ładunkiem tabunu, skierowanej na Londyn. Podczas misji przyjdzie mu stawić czoła nie tylko żołnierzom SS i Wehrmachtu, ale także nacierającej Armii Czerwonej.

## Rozgrywka
Gracz może rozpocząć rozgrywkę na czterech poziomach trudności: kadet, normalny, snajper oraz niestandardowy (podczas którego nie są naliczane punkty). W grze, poza walką z ludźmi, mamy do czynienia również z pojazdami wroga, czyli czołgami i samochodami pancernymi. Gracz może korzystać z szerokiej gamy uzbrojenia, zwłaszcza spośród broni snajperskich (do dyspozycji jest osiem modeli), nie zabrakło również ładunków wybuchowych, pistoletów maszynowych czy broni krótkiej. Gra jednak jest nastawiona na walkę z zastosowaniem karabinu, bądź cichego likwidowania przeciwników. Tytuł składa się z jedenastu poziomów, zawierających historyczne lokacje w Berlinie.
Sniper Elite V2 tym wyróżnia się spośród innych gier FPS, że w momencie trafienia przeciwnika, kamera często przenosi się na pocisk (co stanowi nawiązanie do pierwszej części serii), pokazując jego tor lotu oraz drogę, jaką przebywa w ciele przeciwnika, ukazując uszkodzenia ciała, jakie wyrządza.